# Guzmania ecuadorensis
Guzmania ecuadorensis är en gräsväxtart som beskrevs av Amy Jean Gilmartin. Guzmania ecuadorensis ingår i släktet Guzmania och familjen Bromeliaceae. Inga underarter finns listade i Catalogue of Life.